# Hawaii Kai (Hawái)
Hawaii Kai es un área no incorporada ubicada en el condado de Honolulu en el estado estadounidense de Hawái.

## Geografía
Hawaii Kai se encuentra ubicado en las coordenadas 21°16′35″N 157°44′59″O / 21.27639, -157.74972.